# Frances Goodrich
Frances Goodrich (n. 21 decembrie 1890, Belleville⁠(d), New Jersey, SUA – d. 29 ianuarie 1984, New York City, New York, SUA) a fost o dramaturgă și scenaristă americană, cunoscută prin colaborările cu partenerul și soțul ei, Albert Hackett.

## Primii ani
Goodrich s-a născut în Belleville, New Jersey, ca fiică a Madeleinei Christy (născută Lloyd) și a lui Henry Wickes Goodrich. Familia s-a mutat în localitatea învecinată Nutley când Goodrich avea vârsta de doi ani. Ea a urmat Collegiate School din Passaic, New Jersey, și a absolvit Colegiul Vassar în 1912, după care a urmat cursurile Școlii de Asistență Socială din New York în perioada 1912-1913.

## Carieră
La scurt timp după căsătoria lui Frances Goodrich cu scenaristul Albert Hackett, cuplul a mers la Hollywood în anii 1920 pentru a scrie scenariul unui film după piesa  lor de succes Up Pops the Devil pentru Paramount Pictures. În 1933 au semnat un contract cu MGM și au colaborat cu acest studio până în 1939. Printre primele lor angajamente a fost scrierea scenariului pentru The Thin Man (1934). Ei au fost încurajați de către regizorul W. S. Van Dyke să folosească romanul lui Dashiell Hammett doar ca sursă de inspirație și să se concentreze pe imaginarea unor schimburi de replici spirituale pentru personajele principale, Nick și Nora Charles (interpretate de William Powell și Myrna Loy). Filmul rezultat a fost unul dintre marile succese cinematografice ale anului, iar scenariul, care prezenta pentru prima dată o relație modernă într-un mod realist, a fost considerat a fi inovator. Acest lucru s-a datorat faptului că scrierea scenariului și lansarea filmului a avut loc înainte de adoptarea Codului de Producție de la Hollywood, care a cenzurat cu strictețe filmele de la jumătatea anului 1934 până la începutul anilor 1960. Celelalte filme cu Nick și Nora nu mai prezintă „maturitatea inovatoare” a căsătoriei lui Charles.
Ei au fost nominalizați la Premiul Oscar pentru cel mai bun scenariu pentru The Thin Man, After the Thin Man (1936), Tatăl miresei (1950) și Șapte mirese pentru șapte frați (1955). Au câștigat premiul Writers Guild of America pentru Parada de Paște (1949), Micul dividend al tatei (1951), Șapte mirese pentru șapte frați (1954) și Jurnalul Annei Frank (1959), obținând nominalizări pentru In the Good Old Summertime (1949), Tatăl miresei (1950) și The Long, Long Trailer (1954). Ei au câștigat, de asemenea, Premiul Pulitzer pentru dramaturgie și premiul New York Drama Critics Circle pentru piesa de teatru inițială Jurnalul Annei Frank. Au mai scris scenariile unor filme cunoscute ca Another Thin Man (1939) și O viață minunată (1946).

## Moartea
Frances Goodrich Hackett a murit de cancer pulmonar, la vârsta de 93 de ani.